# Рамирес, Хосе (гитарный мастер)
Хосе Рамирес (исп. Jose Ramirez; 1858—1923) — испанский гитарный мастер. По испанской традиции, это же имя носили несколько гитарных мастеров — его наследников. Это Jose Ramirez II (1885—1957), Jose Ramirez III (1922—1995) и Jose Ramirez IV (1953—2000). Jose Ramirez — не только собственное имя мастера, но и торговая марка, под которым семья Рамирес выпускает мастеровые профессиональные и серийные студенческие гитары с 1890 года.
В мастерской Ramirez в своё время работали многие известные испанские мастера, так что Jose Ramirez считается основателем Мадридской школы гитарного мастерства. Учениками Ramirez были Эрманос Конде, Паулино Бернабе, Manuel Contreras и другие.

## Хосе Рамирес I (1858—1923)
Хосе Рамирес де Галаррета и Планель родился в Мадриде в 1858 году. В возрасте 12 лет он начал работать подмастерьем в мастерской того, кто стал в дальнейшем его Учителем — Франсиско Гонсалеса. Мастерская Гонсалеса находилась на улице Каррера де Сан Херонимо в Мадриде.
В 1890 году Хосе I основал собственную мастерскую по адресу Консепсьон Херонима 2, где его наследники продолжали создавать гитары вплоть до 1995 года. В настоящий момент магазин находится на улице Ла Пас, 8 — очень недалеко от предыдущего местонахождения.
Хотя Франсеско Гонсалес оставил только одного ученика, Хосе сам стал учителем своего младшего брата, Мануэля Рамиреса, и своего сына — Хосе Рамиреса II. Он был также учителем Энрике Гарсиа, основавшего собственную мастерскую в Барселоне (где оставил ученика Франсиско Симплисио), а также Хулиана Гомеса Рамиреса. Он передал мастерство Антонио Вьюдесу и Рафаэлю Касане, Альфонсо Бенито и Антонио Гомесу.
Так в мастерской Хосе было положено начало династии Рамиресов. Хосе признан исключительным мастером. Фактически, гитаристы фламенко считают, что он нашел решение для лучшего извлечения звука. Так, он создал гитару «таблао». Хотя он действовал в соответствии с дизайном Торреса, он построил несколько большую по размеру модель, чем большинство классических гитар в его дни. Гитара «таблао» принесла ему большой успех и добавила репутации, как производителю исключительных гитар.

## Мануэль Рамирес (1864—1916)
Мануэль Рамирес де Галаррета и Планель родился в Алхаме, провинция Арагон в 1864 году. Хотя постоянное место жительства семьи находилось в Мадриде, профессия его отца требовала пребывания в этом городе. Мануэль учился у своего старшего брата, Хосе, мастерству создания гитар. В возрасте 27 лет, в 1891 году, он решил создать свою мастерскую. Первоначальная идея была перебраться в Париж, и после обсуждения этой идеи с братом он получил поддержку своего проекта.
Тем не менее, по неизвестным причинам, Мануэль изменил свои планы и обосновался по адресу ул. Кава Баха, 24 в Мадриде, что посеяло неприязнь между двумя братьями. Эа ситуация так и не разрешилась. По прошествии некоторого времени, проведенного на Кава Баха, Мануэль перенес мастерскую на площадь Санта Аны, 5, а ещё позже на улицу Арлабан, 10, где он и остался в дальнейшем. За короткий период он достиг больших успехов, и не только в производстве гитар, но также скрипок, и получил имя мастера Королевской Консерватории Мадрида. Вдобавок он продолжил школу, начатую его братом, и обученные им мастера признаются среди лучших. Его учениками были Сантос Эрнандес, Доминго Естесо и Модесто Боррегеро.
После успеха гитары «таблао», разработанной его братом, естественно, Мануэль продолжил производить их, но мало-по-малу начал видоизменять и совершенствовать её, пока не получил инструмент, признающийся до сих пор образцом для этого вида гитар. Около 1912 года некий молодой человек посетил мастерскую на улице Арлабан с тем, чтобы взять гитару в аренду на концерт, который он собирался дать. Одежда и вид Андре Сеговии были странными. Нелепость просьбы и самого посетителя заставили Мануэля воспринять сиуацию как шутку. Однако, после прослушивания игры юного музыканта, Мануэль был так удивлен, что решил предоставить ему гитару.
Этот изумительный гитарист, игравший в тавернах за чашку кофе, был Андре Сеговия. А та гитара, которую ему дал Мануэль, находится в экспозиции музея Метрополитен в Нью-Йорке.

## Хосе Рамирес II (1885—1957)
Хосе Симон Рамирес де Галаррета и Перньас родился в 1885 году. Он вырос в мастерской отца, и учился не только у него, но и у мастеров, таких, как его дядя Мануэль, Энрике Гарсиа и Хулиан Гомес. Прежде, чем стать производителем гитар, он стал гитаристом, и в возрасте 20 лет собрался в двухлетний тур по Южной Америке.
Ему было сложно убедить отца позволить ему подписать контракт, но позже он убедил его: ведь два года — это не так уж много. Однако тур был продлен, и два года растянулись на почти двадцать…Ансамбль, с которым он гастролировал, распался, и Хосе остался в Буэнос-Айресе. Здесь он встретил девушку, которая стала его женой — она приехала в Аргентину из Испании со своими родителями. У них родилось двое детей — Хосе и Алфредо.
В 1923 он получил известие о смерти отца и вернулся в Мадрид со своей семьей. Спустя два года он принял ответственность за отцовскую мастерскую на улице Консепсьон Херонима. Он работал на втором этаже магазина и ему помогал Хесус Мартинес. Здесь же на третьем этаже мы могли бы найти мастеров Альфонсо Бенито и Антонио Гомеса, а также ещё тогда ученика Марсело Барберо. Мануэль Родригес по прозвищу «Мареки», наносил лак, но в качестве рабочего, а не мастера (мастером стал позже его сын Мануэль Родригес, который поступил сюда в качестве ученика много лет спустя после гражданской войны).
Хосе Рамирес II был признан за свою работу Маэстро. Участвуя в 1923 году в Иберо-Американской выставке в Севилье, он получил золотую медаль.
В 1936 году, из-за бедствий, принесенных испанской гражданской, а потом мировой войной, появились большие проблемы с доставкой дерева для производства гитар. Ситуация длилась значительное время, сильно препятствуя работе. Эта нехватка была основной причиной их споров с сыном, Хосе III, который уже стал мастером и начал экспериментировать.

## Хосе Рамирес III (1922—1995)
Хосе Рамирес Мартинес родился в мае 1922 года. Он присоединился к семейной мастерской в возрасте 18 лет. В процессе обучения он не имел никаких привилегий, но очень скоро он был признан квалифицированным мастером и в скорости начал экспериментировать, разрабатывая гитару в качестве концертного инструмента. Из-за нехватки материала, и из-за невеликой доходности исследований, он и его отец постоянно спорили, поскольку Рамирес старший продавал экспериментальные инструменты, не оставляя возможности сохранить путь проведенных исследований.
В 1954 умер его брат Алфредо. Последний занимался административной работой и оказывал Хосе большую поддержку в его экспериментах.
Три года спустя умирает отец и Хосе принимает бизнес с помощью своей жены, Ангелиты. Ему пришлось оставить своё рабочее место в мастерской и посвятиь себя управлению и контролю за работниками. Он стал работать над дизайном на бумаге и поручать мастерам проводить задуманные эксперименты. Многие его исследования дали интересные плоды, например, открытие красного кедра для большей гармоничности в 1965. Это открытие было позднее принято практически всеми производителями гитар в мире, хотя вначале сильно критиковалось из-за его новаторства.
Он также пробовал различные покрытия, и поскольку его гитары лакировались шеллаком на спиртовой основе, как мебель, он решил, что нужно использовать более стойкое и богатое покрытие, которое не только защитит дерево, но и улучшит звучание инструмента. В конце концов он встретился с владельцем лаборатории, который симпатизировал этому бесконечному поиску; и они создали покрытие на основе мочевины, которое дало исключительный результат. Мастерская использовала это покрытие на основе мочевины многие годы, но, к сожалению, несколько лет назад, лаборатория изменила свою формулу, что повлияло на качество, и пришлось остановить его использование.
Хосе Рамирес III проводил некоторые эксперименты с длиной струны в поисках размера, который даст наилучший результат для звука и образа, не будучи, однако, слишком длинным. Эта длина в 664 мм является одной из тех, которые используются сейчас; однако имелся также и спрос на более короткий размер, что заставило его разработать гитару с длиной струны 650 мм. Эта разработка завершилась в 1986 году, так эта модель получила название C86. Позже его сын, Хосе Энрике модифицировал дизайн, сохранил рамер в 650 мм, но изменил имя образца.
В 1983 Хосе разработал гитару с «камерой», с намерением ограничить «волчьи ноты» (иначе темные, или мертвые. Характерны для всех акустических инструментов, и звучат как воющие, то есть имеют иначе окрашенный тембр и изменённую громкость. Их появление объясняется наличием собственной резонансной частоты корпуса инструмента). Это дало некоторые положительные результаты, например, ясность звука такой гитары была исключительной для студийных записей. Эта модель имеет внутри корпуса дополнительную конструкцию из индийского палисандра, находящуюся недалеко от середины сторон. Более новые версии были построены с двойными боковыми сторонами из кипариса внутри корпуса. Позднее Хосе стал использовать сикамор — и начал строить наполовину двойные внутренние боковины. Такая конструкция сменилась в 1991 году двойными боковинами из кипариса, склеенного с палисандром. Не подумайте, что это фанера — все эти сорта были и остаются массивом дерева.
Вот один из акустических экспериментов Хосе Рамиреса III, и, из-за его исключительных результатов, мы продолжаем использовать его сейчас при производстве наших традиционных гитар. Фактически, некоторые другие производители гитар используют сейчас ту же технику.
Среди всех его исследований и экспериментов нельзя не выделить 10-струнную гитару. Этот инструмент был разработан Хосе, когда ему было около шестидесяти. Он начал проводить некоторые исследования на основе виолы д`амур, но не получил удовлетворительных результатов, после чего пригласил к сотрудничеству Нарцисо Йепеса, который был очень полезен для разработки этого инструмента.
Позже он разработал 8-струнную гитару для Хосе Томаса. В то время основным советчиком Хосе был Андре Сеговиа. С тех пор, как он и Хосе Рамирес встретились в 1952 году, Сеговиа был тем, кто указывал путь мастеру своей мудрой критикой. Его запросы и скупое одобрение было главным для Хосе, — для Маэстро Сеговии было лучшей похвалой мастеру, когда он выбирал инструмент для личного использования. Для Хосе было огромным стимулом знание того, что Сеговиа интересуется одной из его гитар. В 1960 году он построил гитару, в которой объединил все наработки, давшие хороший результат. Он добавил новые идеи, такие, как иную толщину дерева, асимметрии во внутренней структуре, а также резонирующую массу на поперечине… Когда Сеговиа попробовал эту гитару, он сказал, что возьмет её на сезон — так он взял её на некоторое время и использовал во время концертного тура в Австралию в 1961 году. Это была первая из длинного списка гитар, построенных Хосе Рамиресом III для Маэстро. По мере улучшения конструкционной техники эксперименты продолжались.
Эти дни совпали с началом долгого периода расширения, и ему помогло продвижение гитар к всемирной популярности. Хосе переместил мастерскую на улицу Генерала Маргалло, оставив маленький магазин на Консепсьон Херонима, 2. В новой мастерской он собрал команду из нескольких мастеров, чтобы быть способным удовлетворить растущий спрос на его инструменты. Позже, в 1970-71, он переместил мастерскую в ещё большее здание, приняв больше сотрудников, поскольку лист ожидания на его гитары вырос до двух лет. Однако мастерская не стала фабрикой. Здесь были и есть машины для выполнения грубой работы, но тонкую работу выполняют мастера. Работников большое количество, но каждый делает свою гитару, от начала до конца, в соответствии с традиционным методом. Конечно, это не массовое производство, и оно никогда не было им. С другой стороны, несколько учеников помогают мастерам в их работе. Они крутят винты, размыкают крепежи, шлифуют песком, и выполняют другие работы с тем, чтобы освободить время мастеров для тонкой работы. Так же в 1971 году магазин на Консепсьон Херонима переехал в большее по размеру помещение напротив, в дом 5.
Много призов и наград было получено Хосе; среди наиболее важных была золотая медаль Гитарного общества Чикаго в 1962, бронзовая медаль Официальной палаты коммерции и индустрии Мадрида, золотая медаль исключительному Мастеру от Союза ремесленного труда в Мадриде в 1972. Он был также выбран почетным членом Культурного центра гитары в Риме в 1968 и почетным членом Музыки в Компостеле в 1983. Он получил награду DIAPASON D`OR от Министерства образования и культуры Франции в 1987 году и так далее…Но самой дорогой своей наградой Хосе всегда считал письмо, написанное Андре Сеговиа во славу его работы.
В конце жизни Хосе Рамирес III обобщил свой опыт, написав книгу «О гитаре».

## Хосе Рамирес IV (1953—2000)
Хосе Энрике Рамирес Гарсиа родился в Мадриде в мае 1953 года. Он начал свою работу в качестве ученика в 1971 году и достиг категории мастера в 1977.
В 1979 году он получил признание Андре Сеговиа, выбравшего среди нескольких гитар, присланных ему мастерской, гитару Хосе. Эта неожиданность доставила Хосе огромное удовольствие. Его радость была так велика, что он написал большое посвящение с подписью, которое он приколол рядом с меткой. Маэстро Сеговиа использовал эту гитару до конца своих дней, и использовал с большим удовольствием, как он сообщал в письмах Хосе Энрике. Эта гитара была позже продана в начале 1997 года в Японии за 50000 US$.
В 1988 году он решил вести семейный бизнес вместе с сестрой Амалией.
Одной из его идей было перестроить дизайн моделей, которые тогда производились. В середине 80-х наблюдались определённые изменения во вкусе некоторых гитаристов. С одной стороны, ценился богатый и глубокий гармонический звук гитар Рамирес, но это новое течение искало инструмента с более ясным и прямым звуком. Хосе решил сделать некоторые изменения во внутренней структуре гитар — например, двойных боковин, которые всегда берут за основу звука 60-х. Он получил инструмент, близкий к новому вкусу, но не совсем потерявший характеристики старых моделей. В 1991 году Хосе Энрике решил, что этот путь не является верным, и решил начать с начала.
Он начал строить, как прежде, гитары с характерным звуком 60-х и назвал эту модель Traditional, и создал совершенно другую модель, ту, которая давала тот самый прямой и ясный звук, являвшийся выражением новых тенденций. Эта гитара, после ряда экспериментов, завершенных в 1992 году, была названа Special. И сейчас мастерская Рамирес производит две линейки профессиональных гитар.
Помимо определения этих линеек, Хосе разработал технику конструирования, которая делает инструменты более комфортными и легкими для игры, а также более устойчивыми в процессе сборки к деформациям, связанным с движением древесины.
Ещё одним важным моментом было то, чо студенческие гитары никогда не привлекали Хосе Рамиреса III, чьи интересы концентрировались исключительно на профессиональных моделях. Фактически, уже во время Рамиреса I, такие гитары, посвященные начинающим, студентам и покупателям с небольшим бюджетом, продавались в мастерской в качестве альтернативы мастеровым гитарам, которые, естественно, были тогда (впрочем, как и сейчас) гораздо более дороги и качественны.
Хосе Рамирес I, который отвергал гитары, «сделанные сериями», понимал их необходимость для своего бизнеса. Вначале он не клеил на них свою метку, но после решил, что её отсутствие не позволяет ему обеспечить обслуживание купленных у него инструментов. Так что он заказал метку, отличную от метки гитар профессиональной серии и таким образом решил проблему.
Хосе Рамирес II продолжал продавать серийные студенческие гитары, и более того: он разработал несколько студенческих моделей и заказал их лучшему производителю Валенсии. Напротив, при руководстве его сына, отвергавшего серийное производство, студенческие модели не заказывались специально, а лишь выбирались среди обычного производства некоторых фабрик. Фактически Хосе Рамирес III вовсе не беспокоился о медленном исчезновении серийных гитар, разработанных его отцом. Иначе думал Хосе Рамирес IV.
Он был очень озабочен важностью гитар, подходящих для начинающих, и решил предложить ученические гитары, несущие гарантию качества фамилии Рамирес. С его точки зрения, студент не обязан начинать играть сразу на профессиональном инструменте, и нужно подумать о гитаре, доступной по цене и имеющую хорошее качество и удобную для игры. Так в 1986 году он разработал студенческую линию, производимую только для Рамирес со специальным выбором древесины (линия Е). Эта линия встретила доброжелательный отклик как прекрасная стартовая гитара вплоть до профессионального использования. Позже, в 1991, закончив изменения в профессиональных моделях, Хосе Энрике разработал другую, более экономичную студенческую линию, названную R, основанную на профессиональной модели С86 его отца.

## Амалия Рамирес (1955)
Амалия Рамирес родилась в Мадриде в октябре 1955. В возрасте 21 года она пришла в мастерскую, чобы научиться делать гитары. Позже она уезжала на несколько лет, и вернулась, с тем, чобы помочь брату в реструктуризации и управлении семейным делом. Работа была распределена на двоих так, что Хосе Рамирес IV посвятил себя мастерской, а Амалия занималась в основном коммерческими аспектами. Амалия работала также над созданием гитар после переезда мастерской на ул. Генерала Маргалло.

## И другие
В настоящий момент в компании занято всего десять человек. Три мастера — Кармело Льерена, Фернандо Моркуенде и Рикардо Саэнс. Три ученика — Педро Абель Моркуенде, Лаура дел Пино и Сесе Санчес. Организацией занимается Мариса Сансано и помогает ей Аранча Прието.
Два гитариста, с помощником Оскаром Леалем, работают в магазине. Это Антонио Молина — рок`н`ролл гитарист, и одаренный гитарист фламенко, Пауль Мартинес. Здесь же можно найи и Амалию Рамирес.
Хосе Энрике Рамирес оставил четырёх детей: Кристину, Алмудену, Хосе Энрике и Франсиско Хавьера. Они ещё молоды, но уже проявляют интерес к созданию гитар. Так что традиции семьи будут продолжены и в пятом поколении мастеров.

## Популярные модели
Гитара Jose Ramirez 1A Traditional является эталоном концертного инструмента. Гитара имеет сдвоенные обечайки с внутренним слоем из кипариса, верхнюю деку из красного кедра или немецкой ели и мензуру стандартную 650 мм или предложенную Хосе Рамиресом III 664 мм. Гитара имеет плотный округлый, несколько «сухой» тембр, подходящий для виртуозного музицирования.
На заказ производится ряд других концертных инструментов — Elite, Centenario, гитара с уменьшенной мензурой Romantica и другие. Очередь на изготовление мастеровых концертных гитар достигает года.
Помимо мастеровых гитар ещё во времена Хосе Рамиреса I значительное внимание уделялось фабричным ученическим инструментам. Завершенный вид их линейка приобрела в середине 1980-х годов, когда Хосе Рамирес III разработал серию E, в которую вошли несколько инструментов 1E, 2E, 3AE и 3E. Относительно недорогие инструменты изготавливались сторонней мастерской по чертежам Ramirez и настраивались и дорабатывались в мастерской Рамирес в Мадриде.
Несколько моделей ученических гитар — R1, R2, R4 — были разработаны в 1990-е годы Хосе Рамиресом IV. Значительное обновление студенческие инструменты претерпели в начале XXI века под руководством Амалии Рамирес.
Классическая гитара 125 Años выпущена в честь 125-летия мастерской. Инструмент выпускался ограниченным тиражом, кажлая гитара имела индивидуальный номер. Корпус из массива индийского палисандра, верхняя дека из ели или красного кедра на выбор. Розетка отделана орнаментом из роз. Владельцем одной из гитар 125 Años является Игорь Саруханов.
С 2012 года на замену предыдущей модели приходит 130 Años. Выпуск этого инструмента, как и предыдущей модели, запланирован в течение 5 лет. Розетка украшена орнаментом из цветов вишни в память о случившемся в 2011 году землетрясении и цунами в Японии.
Классическая гитара Del Vino, по цене и качеству полностью повторяющая 130 Años, выпущена в 2011 году. Гитара имеет орнамент розетки из листьев и плодов винограда, корпус её сделан из двух частей розового дерева и вставки из дуба. Имеется версия этой гитары в корпусе индийского палисандра.
Классическая гитара 4NE изготовлена из массива палисандра и имеет верхнюю деку из красного кедра. Модель этой гитары разработана Хосе Рамиресом III и обновлена Амалией Рамирес. Её версией является гитара с вырезом 4NCWE, на которую по желанию музыканта могут устанавливаться звукосниматели Fishman Aura, ProBlend или Roland AP-1. На гитаре 4NCWE-A играет Петр Налич.
Классическая гитара 2NE имеет чуть более простую отделку и менее требовательный подбор дерева. Верхняя дека из красного кедра дает насыщенный плотный тембр в стиле концертных гитар Рамирес.
Классическая гитара 3NE в отличие от 2NE имеет верхнюю деку из ели. Тембр светлый, с подчеркнутой мелодической линией. Гитара хорошо разыгрывается, раскрываясь после полугода интенсивных занятий.
Классическая гитара 1NE является базовой моделью в серии студенческих гитар E и имеет верхнюю деку из красного кедра и корпус из ламинированного индийского палисандра.
Предлагаются гитары с вырезом и с электрификацией моделей 2CWE, R1CWE и другие.
Верхняя дека для выпускаемой с 2011 года полупрофессиональной гитары SPR изготавливается в мадридской мастерской Ramirez. Готовую деку отправляют в мастерскую подрядчика, где вокруг неё строится корпус и гриф. Для настройки и предпродажной подготовки гитара возвращается в Мадрид.
Классическая гитара NGH с еловой верхней декой является репликой инструмента, на котором в 1960-е годы играл Джордж Харрисон. Звук этой гитары слышен в альбоме «Битлз» «Let it be».
Гитара фламенко FL2 разработана ещё в 1980-е годы и имеет корпус из кипариса и верхнюю деку из немецкой ели. Более бюджетная версия FL1, выпускается в варианте с еловой или кедровой верхней декой.

## Музыканты
Гитары Jose Ramirez использовали
- Andrés Segovia
- Narciso Yepes
- The Romeros
- Mark Knopfler
- Christopher Parkening
- Sabicas
- Manolo Sanlúcar
- Kazuhito Yamashita
- Galina Vale
- Víctor Monge Serranito
- Narciso Yepes
- George Harrison из Beatles в песне «And I Love Her»
- Charlie Byrd
- Hank Marvin из The Shadows использовал гитару фламенко Ramirez при записи хита «Guitar Tango»
- Chet Atkins
- Mike Oldfield
- Дидюля — модель 2CWE-F
- Пётр Налич — модель 4CWE-A
- Игорь Саруханов — модель юбилейная модель в честь 125-летия мастерской
- Камеди Клуб — 4CWE-A